# Zuckerbrot und Peitsche (Film)
Zuckerbrot und Peitsche ist ein Gangsterfilm-Zeitbild mit satirischen Seitenhieben von Marran Gosov aus dem Jahre 1968 mit Helga Anders und Roger Fritz in den Hauptrollen.

## Handlung
Roger ist ein männliches Model, der als Dressman vor allem als Werbefigur der Zigarettenindustrie gefragt ist. Doch hinter der Fassade des selbstverliebten Schönlings, dessen Aktivitäten nur noch reine Routine verheißen, lauert eine Verbrecherseele, ein skrupelloser Schweinehund, der über Leichen geht. Denn Roger will seinem Leben immer einen Kick verschaffen und deshalb raubt er in München Banken und Juweliergeschäfte aus und ist in seiner Vorgehensweise alles andere als zimperlich. Folgt jemand seinen Anweisungen nicht: wird er erschossen. Gibt jemand während des Überfalls Widerworte: wird er erschossen. Muckt irgendjemand auf oder bewegt sich im falschen Moment: wird er erschossen. Soll Roger von einem Hehler betrogen werden: wird dieser erschossen.
Bei einem seiner Raubzüge stößt er auf die hübsche Helga und verliert auch noch seine Mundorgel. Helga nimmt sie an sich. Einen Tag später begegnen sich beide in einem Modegeschäft wieder. Roger weiß, dass Helga seine verlorene Mundorgel hat und spielt nun in ihrer Anwesenheit fast beiläufig auf einer anderen herum, so, als wolle er, dass sie weiß, mit wem sie es zu tun hat. Zeigt sich Helga von Roger anfänglich nicht sonderlich beeindruckt, so verliebt sich der Gangster sofort in die Zeugin seiner Verbrechen. Schließlich beginnt Helga von Rogers wildem, ungezügelten und völlig enthemmten Lebensstil, dieser Outlaw-Existenz, mehr und mehr fasziniert zu werden. Schließlich will sie an diesem Leben teilhaben, ist sie doch in einer 08/15-Ehe mit dem beruflich stark eingespannten Galeristen Robert gefangen. Dieser hat nicht einmal die Zeit gefunden, sie nach ihrer Zeugenaussage auf dem Polizeirevier nach dem Überfall auf das Juweliergeschäft Nicolidi von dort abzuholen und schlug stattdessen vor, sie solle sich doch ein Taxi nehmen. Auch kann Robert seiner Helga nicht annähernd ähnlichen Thrill bieten wie Roger. Robert empfindet in seiner Ehe mit Helga gleichfalls nur noch Monotonie und ist dementsprechend gar nicht sonderlich entsetzt, als er erfährt, dass seine Frau ihn offenbar mit einem ausgesprochenen Halunken betrügt.
Helga feuert derweil ihren neuen Geliebten geradezu an, weiterhin das Leben eines Verbrechers zu führen, denn dies macht sie scharf und bringt ihrem Leben Würze. Als sie Roger, der sich mit dem Gedanken trägt, vielleicht doch aufzuhören, einmal fragt „Wie lang willst du eigentlich noch so weitermachen?“ antwortet er nur lapidar „Bis sie mich kriegen.“ Bald aber bekommt Roger mehr Probleme als ihm lieb ist. Er gerät in eine wilde Schießerei mit zwei ihn seit geraumer Zeit stalkenden Drogendealer-Brüdern, deren dritten Bruder er einst erschossen hatte, woraufhin ihn die beiden überlebenden Brüder unbedingt mit Blei vollpumpen wollen. Schließlich findet Roger, dass es sich doch lohnen müsse, eine Vernissage Roberts zu überfallen, denn dort laufen jede Menge finanziell gestopfte Kunstliebhaber umher, die auszunehmen ein reines Vergnügen sein müsse. Die Eskalationsschraube wird mächtig angezogen, und es kommt wie es kommen muss: endlich geht einer seiner Raubzüge gründlich schief, und Gangster Roger wird von einem anderen Gangster erschossen.

## Produktionsnotizen
Zuckerbrot und Peitsche wurde am 21. August 1968 uraufgeführt. Der Film weist eine deutliche Beeinflussung durch den unmittelbar zuvor entstandenen Hollywood-Streifen Bonnie und Clyde auf.
Monika Lundi gab hier ihr Kinofilmdebüt.

## Kritik
Das Lexikon des Internationalen Films fand: „Formal interessanter Film, der keinen Anspruch auf Realitätsnähe erhebt, sondern bewußt in der Kino-Wirklichkeit bleibt.“
Auf cinema hieß es, dies sei ein „‘modischer’, moralinfreier Trip in die 60er“.